# Eukelade
Eukelade (Jowisz XLVII) – mały księżyc Jowisza, odkryty przez grupę astronomów z Uniwersytetu Hawajskiego pod przewodnictwem Scotta Shepparda w lutym 2003 roku.

## Nazwa
30 marca 2005 roku Międzynarodowa Unia Astronomiczna nadała mu oficjalną nazwę. Pochodzi ona od mitycznej Eukelade, córki Zeusa (Jowisza), zaliczaną przez starożytnych Greków do muz.

## Charakterystyka fizyczna
Eukelade jest jednym z najmniejszych księżyców Jowisza, jego średnicę ocenia się na około 4 km. Średnia gęstość tego ciała ma wartość ok. 2,6 g/cm3, a składa się przeważnie z krzemianów. Powierzchnia Eukelade jest bardzo ciemna – jego albedo wynosi zaledwie 0,04. Z Ziemi można go zaobserwować jako obiekt o jasności wizualnej co najwyżej 22,6 magnitudo.
Księżyc obiega Jowisza ruchem wstecznym, czyli w kierunku przeciwnym do obrotu planety wokół własnej osi. Należy do grupy Karme.